# 軽井沢郵便局
軽井沢郵便局（かるいざわゆうびんきょく）は、長野県北佐久郡軽井沢町にある郵便局である。民営化前の分類では集配普通郵便局であった。

## 概要
住所：〒389-0199 長野県北佐久郡軽井沢町軽井沢767-3
民営化直前の集配業務再編において、多くの集配普通郵便局は統括センターとなったが、当局は配達センターとされたため、民営化後も郵便事業株式会社の支店は併設されず、集配センターが併設された。

## 沿革
- 1872年10月26日（明治5年9月24日） - 軽井沢郵便取扱所として開設[1]。
- 1875年（明治8年）1月1日 - 軽井沢郵便局（五等）となる。
- 1884年（明治17年）8月15日 - 廃止[2]。
- 1888年（明治21年）12月1日 - 再設置。
- 1891年（明治24年）6月21日 - 為替・貯金取扱を開始。
- 1897年（明治30年）8月21日 - 軽井沢郵便電信局となる。
- 1903年（明治36年）4月1日 - 通信官署官制の施行に伴い、軽井沢郵便局となる。
- 1926年（大正15年） - 別荘や別荘地内における配達の便宜上、個々の別荘に「ハウス番号」と呼ばれる数字やアルファベットなどを付け始める。
- 1948年（昭和23年）5月14日 - 風景入通信日付印の使用を開始[3]。
- 1956年（昭和31年）11月1日 - 電話通話および和文電報受付事務の取扱を開始[4]。
- 1976年（昭和51年）4月1日 - レイクタウン簡易郵便局の廃止に伴い、取扱業務を承継。
- 1991年（平成3年）10月1日 - 外国通貨の両替および旅行小切手の売買に関する業務取扱を開始。
- 1997年（平成9年）4月1日 - 発地簡易郵便局の廃止に伴い、取扱業務を承継。
- 2007年（平成19年）10月1日 - 民営化に伴い、併設された郵便事業佐久支店軽井沢集配センターに一部業務を移管。
- 2012年（平成24年）10月1日 - 日本郵便株式会社の発足に伴い、郵便事業佐久支店軽井沢集配センターを軽井沢郵便局に統合。

## 取扱内容
- 郵便、印紙、ゆうパック、内容証明
- 貯金、為替、振替、振込、国際送金、外貨両替・トラベラーズチェック、国債、投資信託
- 生命保険、バイク自賠責保険、自動車保険
- ゆうちょ銀行ATM
- 「389-01xx」区域（軽井沢町の全域、群馬県安中市（松井田町峠））の集配業務

## 風景印
- 図案は重要文化財『旧三笠ホテル』・『浅間山』
- 使用開始日は1987年（昭和62年）6月1日

### 過去の風景印
- 1948年（昭和23年）5月14日 - 1987年（昭和62年）5月31日
  - 図案は『浅間山』

## 周辺
- 旧軽井沢メインストリート
- 軽井沢聖パウロカトリック教会
- 軽井沢観光会館

## アクセス
- JR北陸新幹線、しなの鉄道線 軽井沢駅（北口）から徒歩約23分
- 草軽交通バス、軽井沢町内循環バス 旧軽井沢停留所下車
- 上信越自動車道 碓氷軽井沢ICから北へ約11km
- 駐車場あり：10台

## その他
- 1911年（明治44年）に改築された旧局舎は軽井沢観光会館に転用された後、1996年（平成8年）に町内塩沢湖近くの観光施設「軽井沢タリアセン」内に移築保存され、2008年（平成20年）に「明治四十四年館（旧軽井沢郵便局舎）」として登録有形文化財に登録された[5]。